# ياردلي سميث
ياردلي سميث (من مواليد 3 يوليو 1964) هي ممثلة وممثلة أصوات وكاتبة ورسامة أمريكية.

## وصلات خارجية
- ياردلي سميث على موقع IMDb (الإنجليزية)
- ياردلي سميث على موقع ألو سيني (الفرنسية)
- ياردلي سميث على موقع ميوزك برينز (الإنجليزية)
- ياردلي سميث على موقع تيرنر كلاسيك موفيز (الإنجليزية)
- ياردلي سميث على موقع أول موفي (الإنجليزية)
- ياردلي سميث على موقع قاعدة بيانات برودواي على الإنترنت (الإنجليزية)
- ياردلي سميث على موقع قاعدة بيانات الأفلام السويدية (السويدية)
- ياردلي سميث على موقع إن إن دي بي (الإنجليزية)
- ياردلي سميث على موقع ديسكوغز (الإنجليزية)
- ياردلي سميث على موقع قاعدة بيانات الفيلم (الإنجليزية)

- الموقع الشخصي
- ياردلي سميث في قاعدة بيانات الأفلام على الإنترنت.